# Sacred Bones Records
Sacred Bones Records è un'etichetta discografica indipendente statunitense fondata nel 2007 e avente sede a Brooklyn.
L'etichetta pubblica i lavori di artisti come Zola Jesus, David Lynch, The Men, Psychic Ills, Crystal Stilts, Trust, John Carpenter e molti altri. È specializzata nei generi rock, sperimentale, post-punk e noise.